# 468 Lina
Lina (asteroide 468) é um asteroide da cintura principal com um diâmetro de 69,34 quilómetros, a 2,5125084 UA. Possui uma excentricidade de 0,1977717 e um período orbital de 2 024,46 dias (5,55 anos).
Lina tem uma velocidade orbital média de 16,83014946 km/s e uma inclinação de 0,43998º.
Este asteroide foi descoberto em 18 de Janeiro de 1901 por Max Wolf.